# 義大利戰鬥者法西斯
意大利战斗者法西斯（義大利語：Fasci Italiani di Combattimento），又稱法西斯戰鬥團，是1919年由貝尼托·墨索里尼成立的一个意大利法西斯主义组织。1921年，改组为国家法西斯党。

## 历史
意大利战斗者法西斯的前身為法西斯革命黨。1915年，法西斯组织的成员开始正式称呼自己为“法西斯主义者”。他们公开指责马克思主义，但宣称自己支持社会主义，并且在报纸《意大利人民》的头部引用了法国社会主义者路易·奥古斯特·布朗基的一句名言：“谁有了铁谁就有了面包。”
1921年，意大利战斗者法西斯被改组为国家法西斯党。